# 1912 dans les chemins de fer
Chronologie des chemins de fer
1911 dans les chemins de fer - 1912 - 1913 dans les chemins de fer

## Évènements
- 1er janvier, Nigeria : Lagos est relié à Kano par le chemin de fer[1].

- 20 janvier.  France :   ouverture de la branche La Fourche - Porte de Clichy de la ligne B du Nord-Sud (future ligne 13 du métro de Paris)[2].
- 20 janvier, France : la station Marcadet change de nom pour Marcadet - Balagny[3].

- 13 février.  France :   ouverture (après la branche de la ligne 7, future ligne 7 bis, du métro de Paris) des stations Buttes Chaumont et Place des Fêtes.
- 15 mars : inauguration de la gare de Bouaké, terminus de la ligne de chemin de fer Abidjan-Noger jusqu'en 1923.

- 16 mars.  France :   ouverture de la ligne Ouville-la-Rivière - Motteville sur le réseau du Chemin de fer de Normandie.

- 21 mars.  France :   ouverture de la ligne isolée de La Rivière de Mansac à Juillac (27 km), des Tramways de la Corrèze.

- 28 juillet.  France :   ouverture du tronçon Daloz - Paris-Plage de la ligne de Berck-Plage à Paris-Plage.

- 31 octobre.  France :   ouverture de la section Pigalle - Jules Joffrin de la ligne A du Nord-Sud (future ligne 12 du métro de Paris)[2].